# Вдова Клико
Вдова́ Клико́ Понсарде́н (фр. Veuve Clicquot Ponsardin) — всемирно известная компания — производитель шампанских вин и бренд; находится во французском Реймсе. Фирма основана в 1772 году Филиппом Клико-Муирон. Марка сыграла значимую роль в становлении шампанского как любимого изысканного напитка европейской знати и буржуазии.

## История

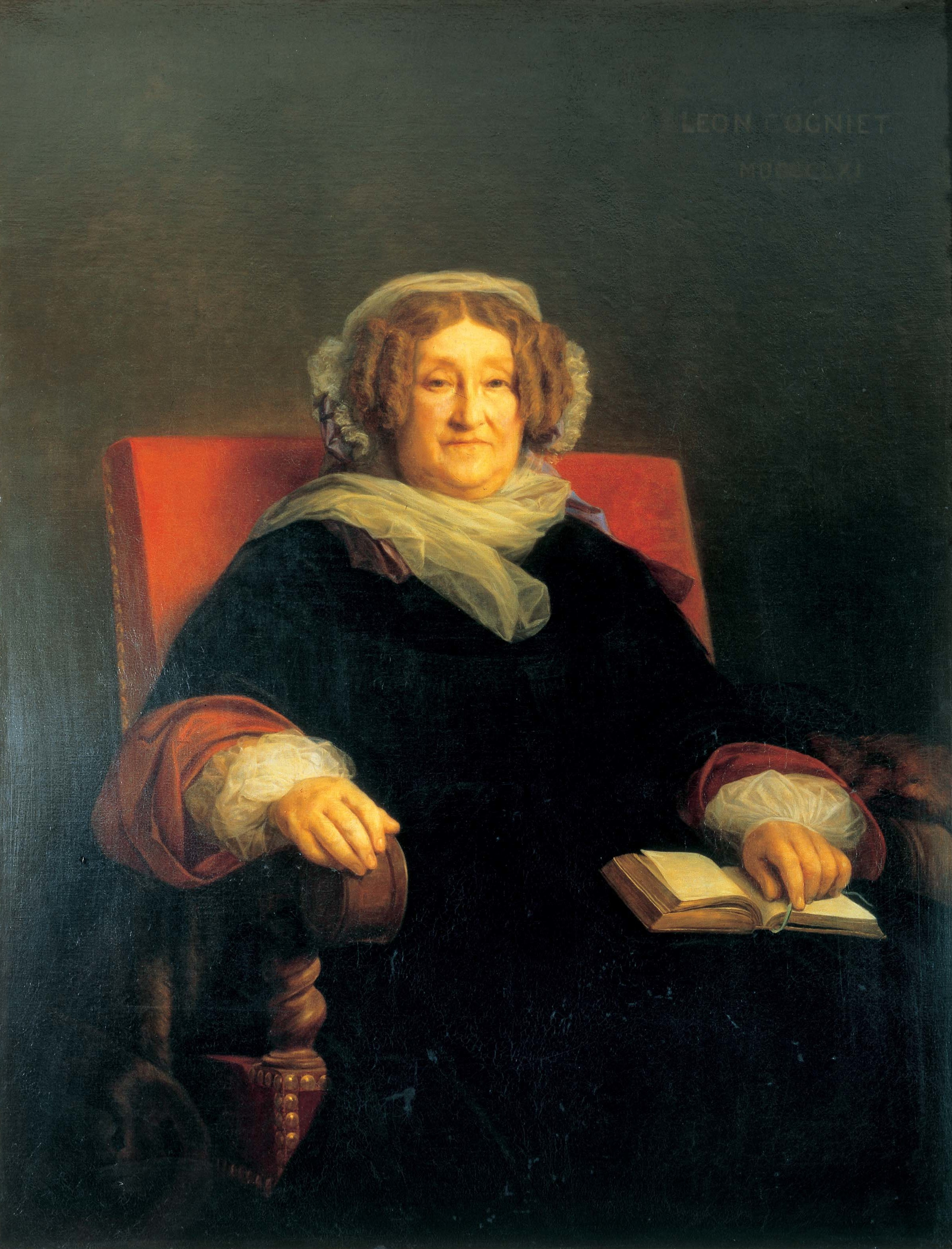
Портрет Барбы-Николь Клико-Понсарден

В 1772 году Филипп Клико-Муирон основал предприятие, которое со временем стало винодельческим домом вдовы Клико. В 1775 году он впервые произвёл розовое шампанское, используя добавление красного вина в процессе производства. Его сын Франсуа Клико в 1798 году женился на Барбе-Николь Понсарден. В 1805 году Франсуа умер, оставив вдове компанию, занимавшуюся банковским делом, торговлей шерстью и производством шампанского. Мадам Клико ограничила деятельность фирмы последним, что увенчалось большим успехом.
Обладая незаурядным умом, амбициями и управленческим талантом, Клико прежде всего взялась за улучшение качества производимой продукции. Понимая, как важно качество сырья, она инвестировала в расширение площадей виноградников и культивирование лучших сортов винограда. С именем Клико связан большой прорыв в технологии шампанизации, который сделал возможным массовое производство прозрачного высококачественного игристого вина. Клико решила проблему, как избавить шампанское от дрожжевого осадка, который придавал вину мутный вид и неприятный вкус. С помощью управляющего погребами Антуана Мюллера (Antoine de Müller) Клико в 1816 году изобрела стойку для бутылок, представляющую собой наклонный деревянный стол с круглыми отверстиями. Бутылки, наклонно размещённые в стойке вверх дном, регулярно встряхиваются и поворачиваются (ремюаж), что позволяет отработанным дрожжам в ходе вторичного брожения накапливаться в горлышке бутылки. Это позволило сделать ключевой процесс шампанизации — дегоржирование — более эффективным и экономичным. Дом Клико некоторое время сохранял технологию в секрете, но в конце 1820-х годов секрет был раскрыт и другие винодельческие дома стали внедрять поточные линии ремюажа.
В 1828 году Клико сделала своим партнером управляющего Эдуарда Верле, ставшим после её смерти в 1866 году главой компании. К этому времени название «Вдова Клико» уже было не только винодельческим домом, но и признанным брендом. Если в 1805 году «дом Клико» производил около 100 тысяч бутылок шампанского, то в конце её жизни — около 750 тысяч.
В 1877 году был зарегистрирован торговый знак — жёлтая этикетка с надписью Veuve Clicquot P. Werlẻ. В 1909 году фирма приобрела за пределами Реймса месторождение известняка (новые штольни), в которых сейчас расположены производство и туристический центр.
В 1987 году компания Veuve Clicquot стала частью транснациональной компании LVMH Moët Hennessy — Louis Vuitton. Она владеет обширными виноградниками в Шампани (около 300 гектаров), расположенными в классических районах выращивания винограда и включающими в себя большое число вин из категорий Гран Крю и Премье Крю (см. Виноделие во Франции). Сырьё с собственных виноградников покрывает потребности производства только на треть, остальной виноград поставляют по многолетним контрактам другие хозяйства региона. Традиционное Veuve Clicquot изготавливается из винограда Пино нуар (42 %), Шардоне (47 %) и Пино менье (11 %). В старом центре Реймса фирма имеет винные подвалы общей площадью 12 гектаров. Ежегодно производится свыше 10 миллионов бутылок вина: невыдержанного брют «Желтая этикетка» (Brut Yellow Label), розового (Rose), выдержанного Резерв (Reserve), престижного Ля Гранд Дам (La Grande Dame). Продукцию фирмы закупают почти 150 стран мира.

## «Вино кометы»

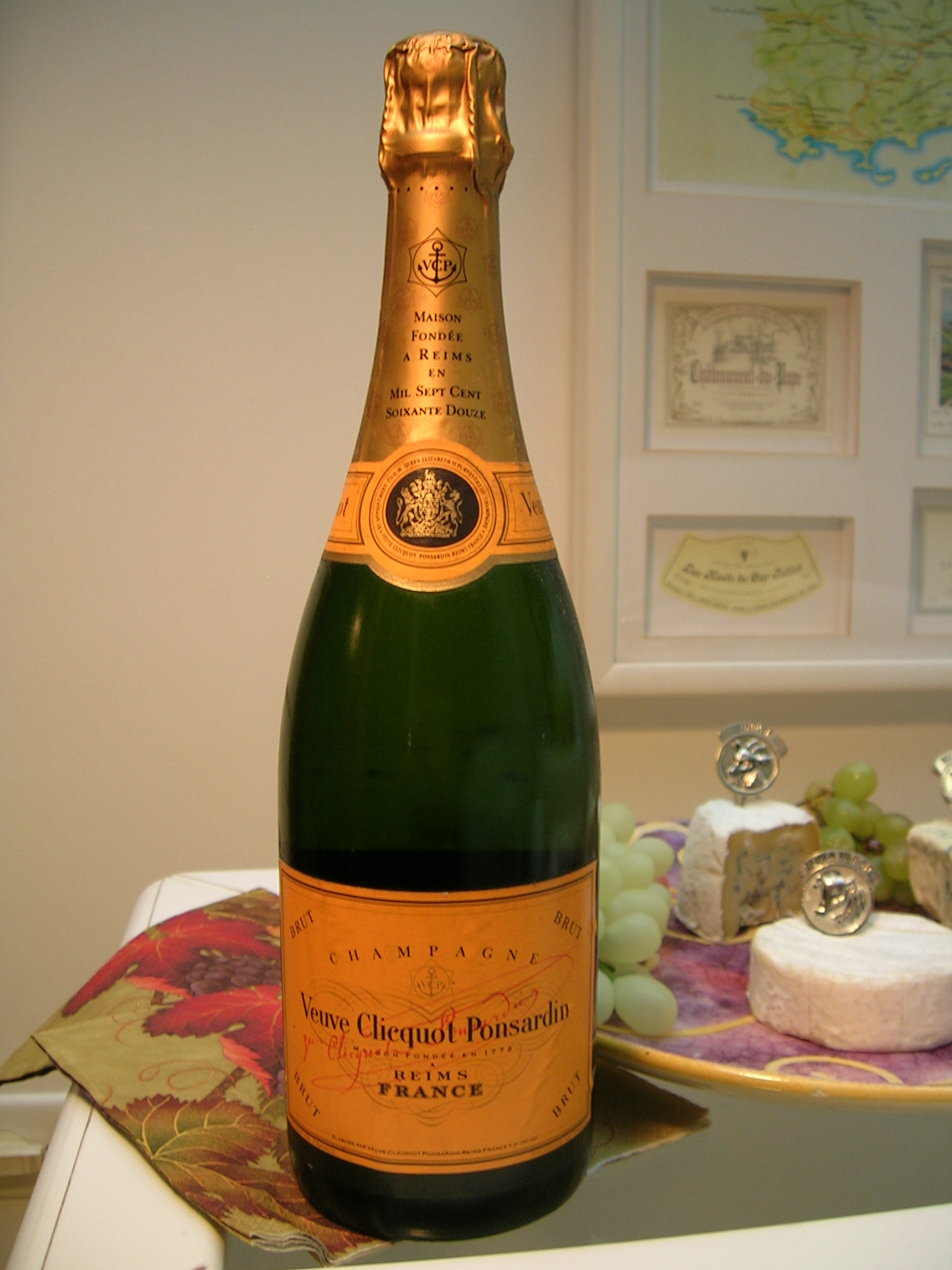
Стандартная бутылка Veuve Clicquot Brut Yellow Label

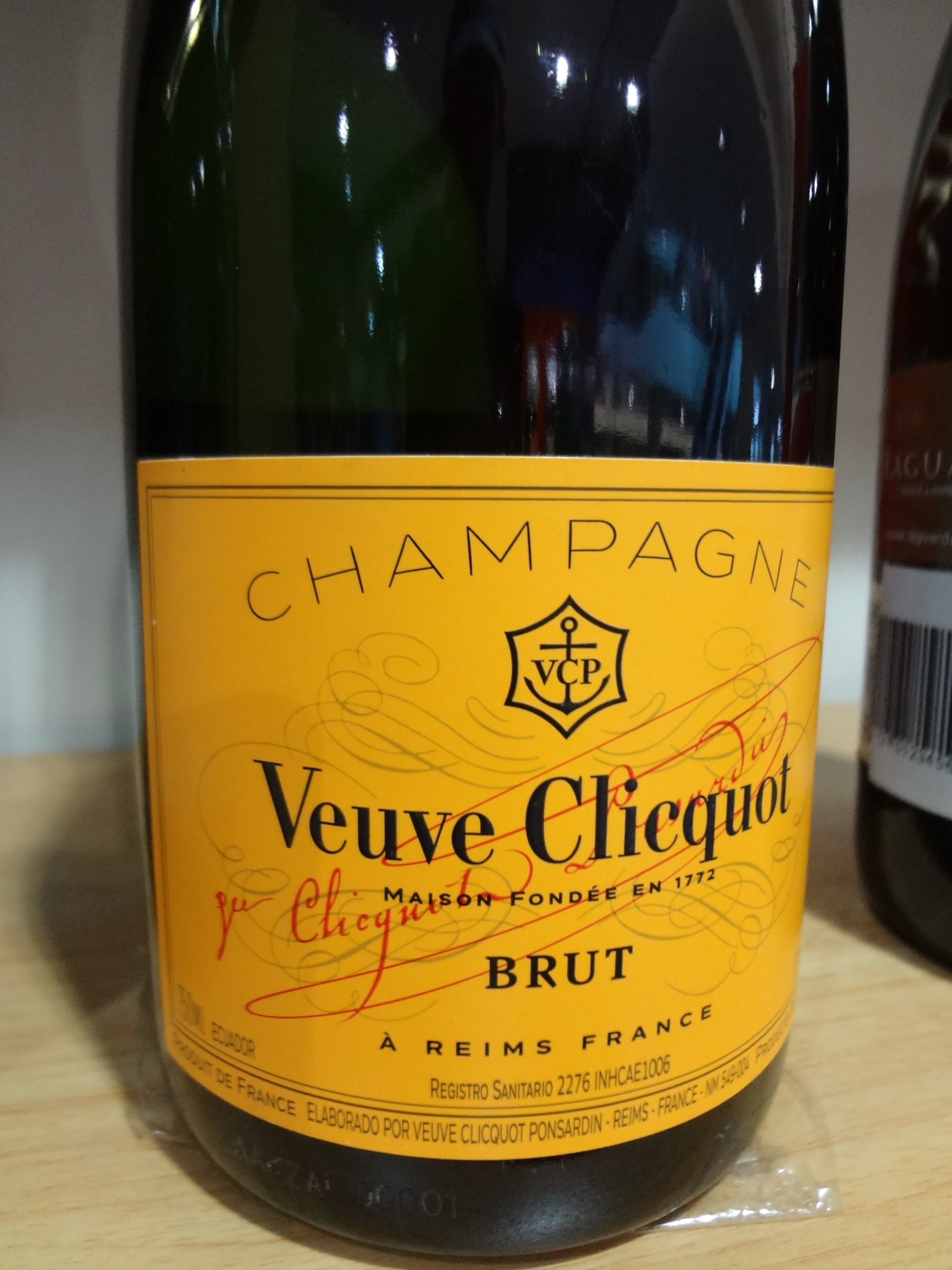

Во время Наполеоновских войн продукция дома Клико получила признание при дворах европейских монархов, в том числе и в Российской Империи. Однако противодействие стран антифранцузской коалиции включало всевозможные запреты и ограничения в торговле, в частности, запрет на ввоз в Россию французского вина в бутылках. Клико шла на прямое нарушение императорского указа, посылая шампанское в Россию контрабандой на судах нейтральных стран через Кёнигсберг. В огромной степени проникновение шампанского Клико в Россию связано с деятельностью ведущего агента по продажам Луи Бона. Риск оправдал себя, и к началу Отечественной войны 1812 года шампанское Клико было уже хорошо известно и востребовано на российском рынке.
Когда после отречения Наполеона в 1814 году запрет был снят, Клико позаботилась о незамедлительной отправке из Руана в Россию «вина кометы» (vin de la comète) урожая 1811 года. На судне «Добрые намерения» 6 июня 1814 года в Санкт-Петербург прибыла первая партия из 10350 бутылок, 10 августа — ещё 12780 бутылок. На каждой бутылке была фирменная этикетка с монограммой VCP (Veuve Clicquot-Ponsardin) и надписью «Vin de Bouzy 1811 de la Comete» («Вино из Бузи 1811 года, года кометы»). Успех предприятия превзошёл самые смелые ожидания Клико и Бона: вино было раскуплено в короткий срок по чрезвычайно высокой цене — 12 рублей за бутылку, а в числе клиентов был и сам император.
Знаменитое шампанское Veuve Clicquot 1811 года — «вино кометы», очевидно, было первым шампанским, приготовленным по классической технологии шампанизации с использованием технологии ремюажа. Вино этого года было не только исключительным, но и крепким. Богатый сахаром виноград помог создать сильное алкогольное вино с хорошими пенящимися свойствами, благодаря которому пробки вылетали из бутылок с особенно громким хлопком.

...Из всех хороших вин, уже ударивших в головы северян, ни одно не походит на розлив 1811 года... Это дивное вино действует убийственно... Ваше вино — нектар, оно по крепости как венгерское вино, жёлтое, как золото. Ни малейшего битого стекла, а пена, тем не менее, такова, что полбутылки вместе с пробкой выливается на пол.— Из письма Л. Бона мадам Клико. Цит. по 
Якорь на фирменной этикетке вина напоминает о первом путешествии знаменитого шампанского в Россию. Вплоть до революции 1917 года Российская империя была по объёму заказов вторым в мире потребителем шампанского.

Вошёл: и пробка в потолок,

Вина кометы брызнул ток;

Пред ним roast-beef окровавленный,

И трюфли, роскошь юных лет,

Французской кухни лучший цвет,

И Страсбурга пирог нетленный

Меж сыром лимбургским живым

И ананасом золотым.
— А. С. Пушкин «Евгений Онегин»

## В литературе
Глава 4, ст. XLV – XLVI
Вдовы Клико или Моэта
Благословенное вино
В бутылке мерзлой для поэта

На стол тотчас принесено.
А. С. Пушкин, «Евгений Онегин»